# Frederick G. Banting
För andra betydelser, se Banting.
Frederick Grant Banting, född 14 november 1891 i Alliston, Ontario, död 21 februari 1941 i en flygolycka vid Musgrave Harbour på Newfoundland, var en kanadensisk fysiolog.
Tillsammans med Charles H. Best och James Collip upptäckte han insulinet 1921, och de var de första att tillverka det i en form så att man kunde behandla diabetes framgångsrikt.
Han erhöll 1923 Nobelpriset i fysiologi eller medicin tillsammans med John Macleod, vid vilkens laboratorium vid universitetet i Toronto forskningen genomfördes. Senare framkom det emellertid att den rumänske vetenskapsmannen Nicolae Paulescu eventuellt redan hade upptäckt insulinet några månader tidigare. Dessa påståenden har varit föremål för diskussion, bland annat då biokemisten Israel Kleiner testade bukspottskörtelextrakt i hundar år 1915. Samma sak gjorde läkaren Georg Ludwig Zuelzer redan år 1906.